# Cal Sellarès
Cal Sellarès és un habitatge a la vila de Sallent (Bages) catalogat a l'Inventari del Patrimoni Arquitectònic de Catalunya. Aquesta casa va ésser aixecada per la família Iglésies, propietària d'una fàbrica tèxtil desapareguda: la Xiberia, i una fàbrica de guix. Actualment no realitzen cap activitat industrial. Edifici compost de planta baixa, dos pisos i terrassa. La façana a la part està feta de pedra picada, en canvi els dos pisos superiors es combina el totxo, amb obra vista, i la pedra es reserva pels vanos. La part central de l'edifici està decorada en els dos pisos amb esgrafiats de tipus floral. Els marcs dels balcons estan ornamentats amb pilastres i elements vegetals d'imitació clàssica. La barana del terrat superior està ornamentada amb elements vegetals inscrits en anells enllaçats, i està rematada per floreres.